# Луј Мал
Луј Мал (фр. Louis Malle; Тумери, 30. октобар 1932 — Беверли Хилс, 23. новембар 1995) био је француски режисер, сценариста и продуцент.
Његов филм Свет тишине је освојио Златну палму и Оскара за најбољи документарни филм 1956. Био је номинован за Оскара у још неколико наврата током наредних година.
Мал је режирао У Француској и Холивуду, и исто тако је продуцирао филмове на француском и енглеском језику. Његови најпознатији филмови су Лифт за губилиште (1958), Лакомб Лисјен (1974), Атлантик Сити (1980), Моја вечера са Андреом (1981), Довиђења, децо (1987).

## Почеци у Француској
Мал је рођен у богатој индустријској породици у Тумерију, Нор, Француска. Првобитно је студирао политичке науке пре него што је прешао на студије филма.
Радио је као корежисер и камерман са Жаком Кустоом на документарном филму Свет тишине који је 1956. године добио награде Оскар и Златна палма. Такође је и асистирао Роберу Бресону на филму Осуђени на смрт је побегао (1956), пре него што је 1957. године режирао свој први дугометражни филм Лифт за губилиште. Тежак трилер са оригиналном музиком Мајлса Дејвиса, направио је интернационалну звезду од Жане Моро, у то време водеће глумице Француског театра у Паризу. Мал је тада има 24 године.
Малов филм Љубавници (1958), у којем је такође глумила Жана Моро, је изазвао велике контроверзе због сцена секса у филму, што је довело до тога да га чак и Амерички врховни суд обележи етикетом развратности. У судској парници Јакобелис против државе Охајо донета је одлука да се власник позоришта казни са 2 500 долара због приказивања овог филма који је сматран развратним. Ипак одлука је касније преиначена од стране виших судова, који су сматрали да филм није развратан те отуда треба да буду заштићена права која произилазе из устава. Суд се није могао сложити око дефиниције речи „развратност“ што је довело до тога да судија Потер Стјуарт изговори реченицу Знаћу кад га будем погледао, што је једна од најпознатијих реченица изговорених на суду.
Мал се некад везује за деловање црног таласа, иако се његов рад не уклапа директно и не одговара теоријама која се везују за рад Годара, Трифоа, Шаброла, Ромера и осталих, нити је он имао икакве везе са магазином Cahiers du cinéma који је окупљао ове режисере. Он јесте у свом раду користио карактеристике овог покрета, укључујући коришћење природног светла и сцена пуцања на одређеним локацијама. Његов филм Зази у метроу (1960), је инспирисао Франсоа Трифоа да му напише писмо којим се диви овом филму.
Остали филмови су се такође бавили табу темама: Лутајући пламичак (1963) се усредсређује на човека који се припрема да изврши самоубиство, Шум на срцу (1971) говори о инцестном односу мајке и сина и филм Лакомб Лисјен (написао заједно са Патриком Модијаном) који говори о колаборацији с нацистима у Вишијевској Француској за време Другог светског рата. Други од ова три филм донео је Малу номинацију за Оскара за најбољи оригинални сценарио.

## Документарни филм о Индији
1968. Мал је посетио Индију и тамо снимио документарни серијал из седам делова Фантом Индије, као и документарни филм Калкута који се приказивао у биоскопима. Концентришући се на стварност Индије, њене ритуале и свечаности, Мал је наишао на супротстављање Индијске владе, која није одобравала његово виђење земље, што је допринело да се ТВ станици БиБиСи забрани снимање у Индији неколико наредних година. Мал је касније истицао како је филм који је направио о Индији његов омиљени филм.

## Пресељење у Америку
Мал се касније преселио у САД и тамо почео да режира. Међу његовим каснијим филмовима се издвајају: Слатка мала (1978), Атлантик Сити (1981), Моја вечера са Андреом (1981), Двопек (1984), Лука Аламо (1985), Кобна веза (1992) и Вања са 42. улице (1994, адаптација дела Антона Чехова, Ујка Вања). Ови филмови су снимљени на енглеском језику док су на француском језику снимљени филмови: Довиђења, децо (1987), Мајске луде (1990). Као што су његови први филмови попут филма Љубавници популарисали француске филмове у Америци, тако су његови каснији филмови као што је Моја вечера са Андреом били на челу успона америчког независног филма током 80-их.

## Приватан живот
Мал је био ожењен са Ана-Мари Дешо од 1965. до 1967. године.
Има сина, Мануела Квотемока (1971) са немачком глумицом Гилом Фон Вајтерхаусен, и ћерку Жистин (1974) са канадско-француском глумицом Александром Стјуарт.
Оженио се 1980. године глумицом Кендис Берген са којом има ћерку Клои Мал, рођену 1985. године.
Преминуо је од рака лимфних жлезда у свом дому на Беверли Хилсу 23. новембра 1995. године.